# Dawes (band)
Dawes is een Amerikaanse folkrockband uit Los Angeles.

## Bezetting
Huidige bezetting
- Taylor Goldsmith (gitaar, zang)
- Griffin Goldsmith (drums)
- Wylie Gelber (basgitaar)
- Lee Pardini (keyboards)

Voormalige leden
- Duane Betts (gitaar, vanaf 2015)
- Alex Casnoff (keyboards)
- Tay Strathairn (keyboards, tot 2015)

## Geschiedenis
Dawes werd geformeerd uit de band Simon Dawes na het vertrek van co-songwriter Blake Mills, en verliet vervolgens het postpunksound ten gunste van de folkrock. Dawes werd vermeld als band met een sound uit Laurel Canyon, afgeleid van artiesten als Crosby, Stills & Nash, Joni Mitchell en Neil Young.
Op uitnodiging van producent Jonathan Wilson voegde de band zich bij een plaatselijke niet verplichte jamsessie met Conor Oberst, Chris Robinson van The Black Crowes en Benmont Tench (onder anderen bekend van Tom Petty & the Heartbreakers). De band nam hun debuutalbum North Hills op in Laurel Canyon tijdens een liveopvoering op analoge tape, resulterend in een sound die door Rolling Stone 'onvervalst klassiek' werd genoemd. Wilco-multiinstrumentalist Pat Sansone maakte ook zijn opwachting op de publicatie. 
De band maakte hun televisiedebuut bij The Late Late Show met Craig Ferguson in april 2010. Dawes bracht hun tweede album Nothing Is Wrong uit in juni 2011 en toerde door de Verenigde Staten met Blitzen Trapper. De oorspronkelijke toetsenist Tay Strathairn verscheen niet bij Nothing Is Wrong wegens andere verplichtingen en werd tijdelijk vervangen door Alex Casnoff. Strathairn keerde eind 2010 bij de band terug. Dawes speelde naast Jackson Browne bij het Occupy Wall Street-evenement in het Zuccotti Park op 1 december 2011. De band trad ook op als hunzelf in een aflevering van de NBC tv-serie Parenthood van 7 februari 2012.
In februari 2013 bracht de band de single From a Window Seat uit van het album Stories Don't End (2013) bij Red General Catalog en hun eigen Hub Records. De song Just Beneat the Surface van Stories Don't End werd gebracht in de aflevering Independent Movie van de animatieserie American Dad!.
In april 2015 trad Dawes op bij de Late Show with David Letterman en betuigden ze eer aan Warren Zevon met hun cover van Desparados Under the Eaves. Ze vertolkten ook de song Things Happen in de show.
Duane Betts (een zoon van Dickey Betts, de voormalige gitarist van The Allman Brothers Band) voegde zich bij de band als lid van hun toerensemble in juni 2015 als hulpgitarist. Taylor en Betts speelden afwisselend leadgitaar. Het vierde album All Your Favorite Bands werd uitgebracht in juni 2015. Drie maanden later werd het vertrek van toetsenist Tay Strathairn vermeld op een Facebookpagina. Lee Pardini nam de keyboards over voor de wintertournee 2015/2016 en werd een vast lid van de band in juli 2016. Betts verliet ook het toerensemble en werd vervangen door Trevor Menear.
Dawes vijfde album We're All Gonna Die werd uitgebracht in september 2016 bij HUB Records. De plaat onderscheidde zich door een duidelijke verandering van stijl, gebaseerd op de vorige Laurel Canyon folkrock-sound met een sonische draai, toegevoegd in meer gecombineerde keyboardsounds, zwaardere bassen en een bovenal andere sound voor de band. We're All Gonna Die werd geproduceerd door de vroegere oprichter van Simon Dawes, Blake Mills. In november 2016 kondigden ze hun 'An Evening with Dawes'-tournee aan, die begon in januari 2017. Deze tournee was anders dan de vorige tournees, omdat in plaats van een openingsact, ze twee tot drie uur optraden met een kleine onderbreking.
Het zesde studioalbum Passwords werd uitgebracht in juni 2018. Bij het album kwam producent Jonathan Wilson terug en daarmee keerde ook de Laurel Canyon sound van de eerste albums terug.

## Galerij

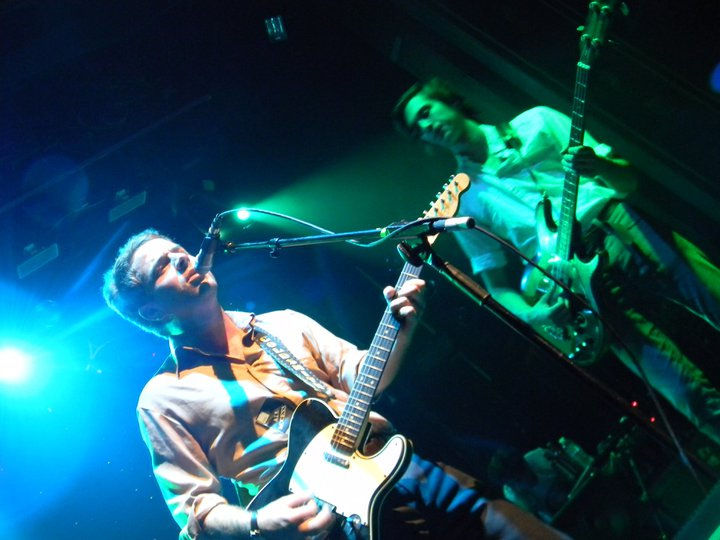
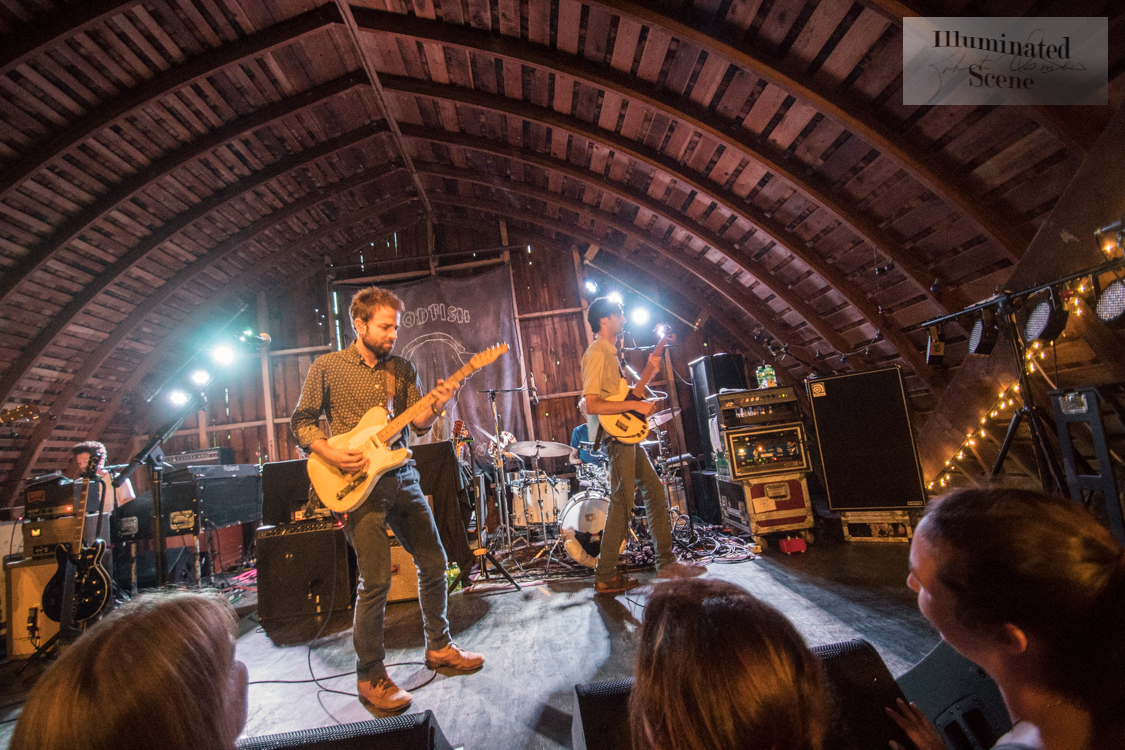
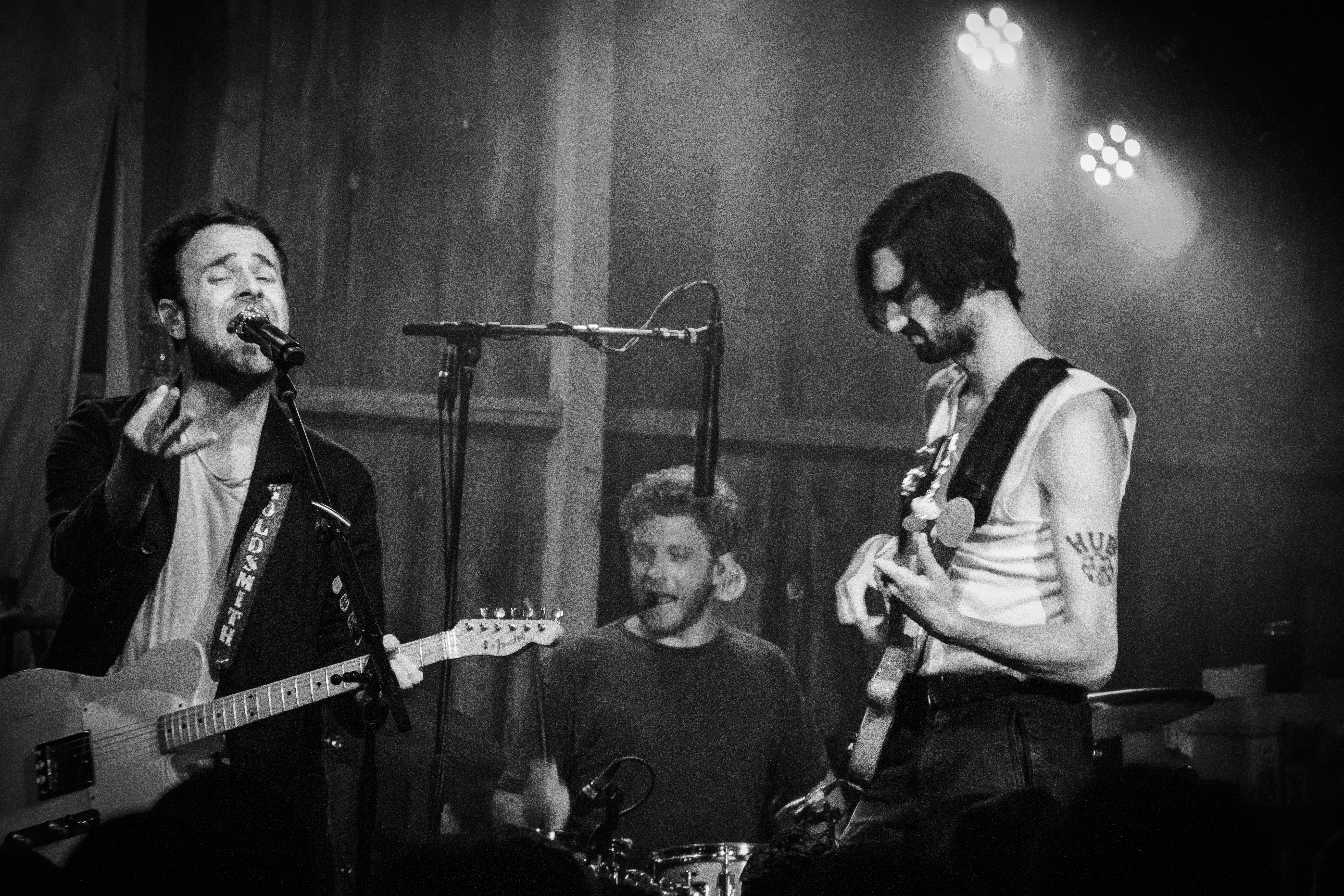
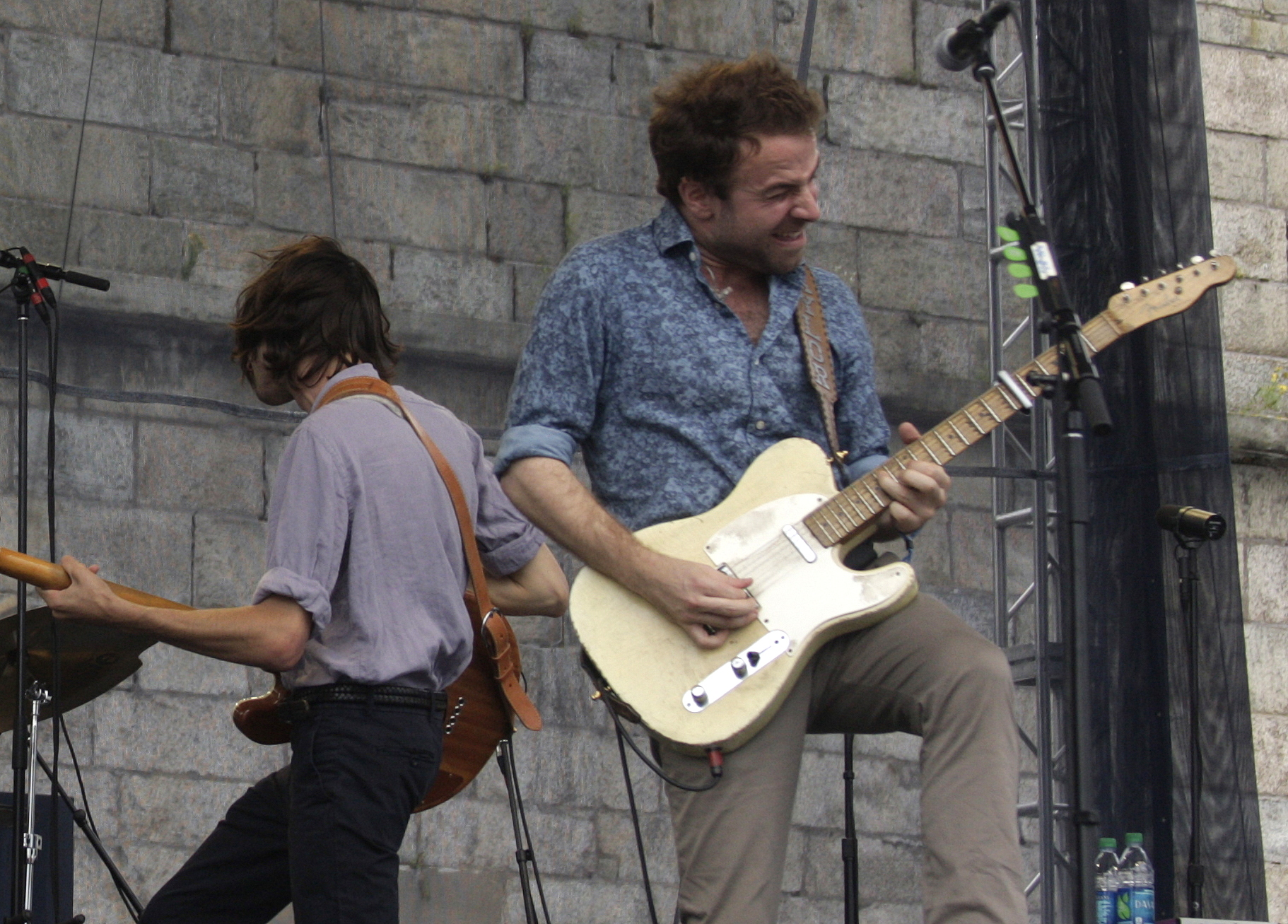
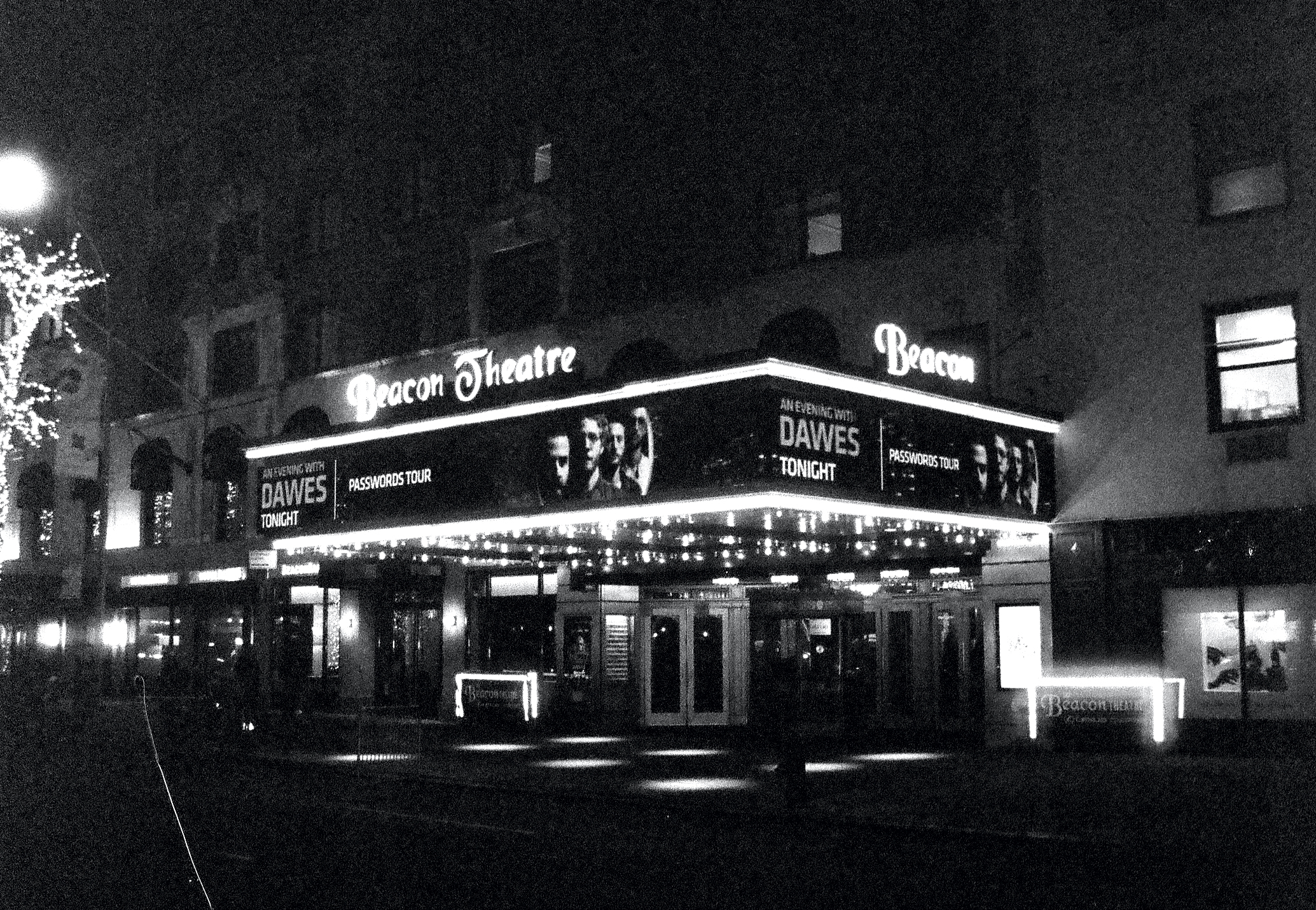
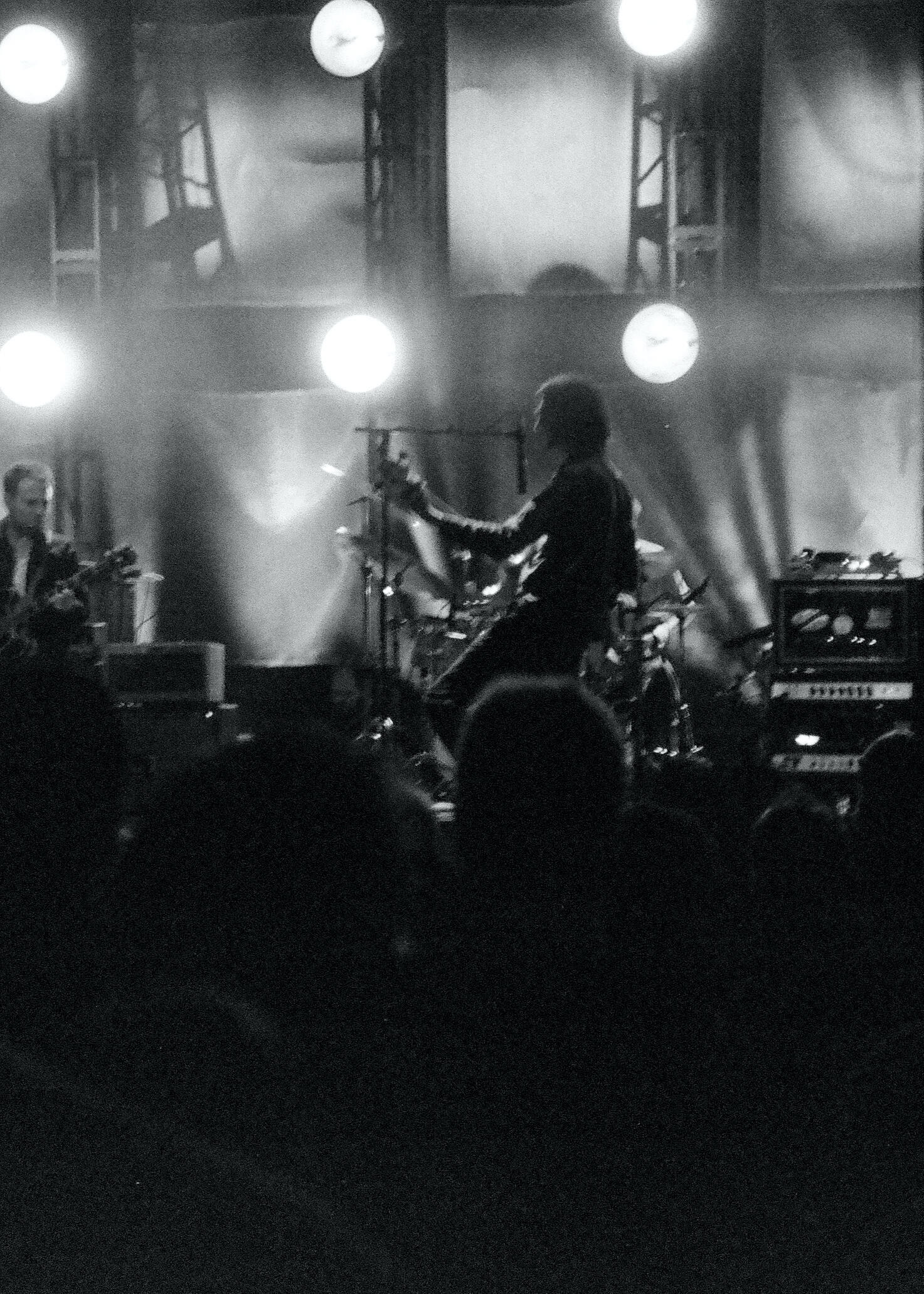

## Discografie

### Singles
- 2011: Time Spent in Los Angeles
- 2012: If I Wanted Someone
- 2013: From a Window Seat
- 2013: Most People
- 2015: Things Happen
- 2015: All Your Favorite Bands
- 2016: When the Tequila Runs Out
- 2017: Roll with the Punches
- 2018: Living in the Future
- 2018: Feed the Fire

### Studioalbums
- 2009: North Hills (ATO Records)
- 2011: Nothing Is Wrong (ATO Records)
- 2013: Stories Don't End (HUB Records)
- 2015: All Your Favorite Bands (HUB Records)
- 2016: We're All Gonna Die (HUB Records)
- 2018: Passwords (HUB Records)
- 2020: Good Luck with Whatever (Rounder Records)
- 2022: Misadventures of Doomscroller (Rounder Records)

### Livealbums
- 2013: Stripped Down at Grimey's (Hub Records)
- 2017: We're All Gonna Live (Hub Records)

### Andere publicaties
- 2013: Wrote a Song for Everyone (Vanguard Records)
- 2013: Christmas In LA (Island Records)